# Mirella Cristina
Pour les articles homonymes, voir Cristina.
Mirella Cristina, née le 21 septembre 1966 à Verbania (Italie), est une femme politique, avocate et journaliste italienne.

## Biographie
Mirella Cristina naît le 21 septembre 1966 à Verbania.
Elle est élue députée lors des élections générales de 2018.